# Irma Katz
Irma Katz (* 18. Juni 1886 in Wien; † 5. Mai 1933 ebenda) war eine österreichische Porträtmalerin.

## Leben und Werk
Irma Katz studierte bei Karl Karger an der Wiener Kunstgewerbeschule und bei Ferdinand Schmutzer und schuf zahlreiche repräsentative Porträts. In einem zeitgenössischen Artikel aus dem Jahre 1931 wurde sie als „eine der gesuchtesten Porträtistinnen Wiens“ apostrophiert, deren Bildnisse „nicht nur schätzenswerte Kunstwerke“ seien, sondern „wirkliche Porträts, die Leben atmen, Leben und Persönlichkeit wiedergeben“.
Katz stellte 1925 auf der 46. Jahresausstellung im Wiener Künstlerhaus aus. Eines ihrer Porträts ist heute im Wiener Heeresgeschichtlichen Museum in Wien ausgestellt.

## Werke (Auswahl)
- Porträt Johann Schober, um 1921/22. Öl auf Leinwand, ca. 120 × 85 cm, Heeresgeschichtliches Museum Wien